# Entendido
Entendido fue una revista venezolana publicada entre 1980 y 1983, y al mismo se constituyó como una agrupación LGBT. Fue la primera publicación periódica en Venezuela dedicada exclusivamente a cubrir temas de interés para la población LGBT del país.

## Historia
La publicación fue creada por un grupo de editores conformado por Edgar Carrasco, Julio Vengoechea, María Amorín y Miguel Lorenzo, a quienes se sumó Luis Álvarez en 1983. El título de la publicación hacía referencia al concepto que se utilizaba para referirse a los homosexuales venezolanos entre sí, lo cual se corroboraba mediante preguntas como «¿Tú entiendes?» o «¿Tú eres entendido?», mientras que su eslogan decía «Una publicación para la gente guei», que también hacía referencia al Grupo Unido de Entendidos Integracionistas (GUEI, castellanización del concepto «gay»). En mayo de 1980 fue publicado un "número 0" de la revista, consistente en una hoja de tamaño corta plegada en dos, y en el cual se presentaban los objetivos iniciales de Entendido, que el 16 de mayo de 1981 se convertiría también en un grupo organizado de activistas LGBT.
La revista, que se distribuía en quioscos y librerías de Caracas, promocionaba lugares de encuentro para homosexuales, como bares y discotecas —aunque se le prohibió distribuir la publicación en el Bar Bigotes—, y publicaba informaciones sobre activismo LGBT a nivel nacional e internacional. Con el sexto número, publicado entre julio y agosto de 1981, Entendido dejó de circular momentáneamente.
En su reemplazo, se publicó un boletín informativo titulado Grupo Entendido, que según sus editores buscaba llenar el vacío dejado por el fin de publicaciones de la revista, y que reunía las opiniones presentadas en foros y debates públicos sobre la homosexualidad. El Grupo Entendido alcanzó a publicar dos ediciones de dicho boletín hasta 1983, y al mismo tiempo organizó un foro sobre homosexualidad y homofobia el 18 de noviembre de 1981 en la Sala Ocre, y participó en el documental Entendidos: un acercamiento al movimiento homosexual en Venezuela, dirigido por Rodolfo Graziano y estrenado en 1982.
En 1983 se vuelve a editar Entendido, continuando su publicación con el número 7, en el cual se presentaron nuevas secciones, como por ejemplo Arte dedicada a presentar arte homoerótico. El último número, publicado en junio de 1983, presentó una transcripción del programa Reto emitido por Canal 5 el 10 de mayo y en el cual por primera vez se abordaba de manera profesional la diversidad sexual. Tras el octavo número, Entendido cerró sus puertas debido a problemas económicos.
Posterior al cierre de la revista, el grupo Entendido continuó participando de eventos de activismo LGBT a nivel nacional e internacional, como por ejemplo la Reflexión Lésbico-Homosexual de América del Sur, realizada en Santiago de Chile en 1992.
La historia de la revista Entendido fue puesta en valor en 2023 mediante la exposición Archivo Abierto: Entendido, realizada en marzo de dicho año en la Galería Abra en el Centro de Arte Los Galpones en Los Chorros; en ella se presentaron publicaciones y fotografías de momentos de la historia LGBT en Venezuela.